# Прапор Запорізької області
Пра́пор Запорі́зької о́бласті є символом, що відображає історію й традиції області. Разом із гербом становить офіційну символіку органів місцевого самоврядування та виконавчої влади Запорізької області. Прапор затверджено 27 липня 2001 року. Автор проєкту — Віталій Пилипенко.

## Опис
Прапор області малинового кольору. У центрі прапора зображений повний герб області: козак із шаблею і мушкетом на малиновому щиті; щит декорований козацькими знаками влади: булавою, перначем, бунчуком, литаврами. Відношення довжини полотнища до його ширини дорівнює 2:3.
Малиновий колір — основний колір прапорів Запорізьких козаків і колір їх головного прапора. Нині в Україні малиновий колір символізує козацтво взагалі.